# Manezinho
Manezinho é o gentílico popularmente utilizado para designar os nativos de Florianópolis, capital de Santa Catarina, Brasil.
Embora possa se aplicar a todos os florianopolitanos, o termo também pode ser utilizado, dependendo do contexto, para classificar aqueles não apenas nascidos na cidade, mas também, além disso, filhos, de pai e mãe, de outros naturais da capital catarinense. Ou ainda, para designar os descendentes dos colonizadores portugueses açorianos, que chegaram à ilha por volta de 1700.

## Etimologia
É provável que "mané", do qual "manezinho" seria o diminutivo, derive de "Manuel", nome ibérico de origem hebraico-cristã outrora comum em Florianópolis/Nossa Senhora do Desterro e principalmente nos Açores, e em Portugal. 
As expressões e a vocalização usadas no falar do povo simples nativo da Ilha de Santa Catarina tem sido chamadas  manezês, antes apenas referido como falar ilhéu. É muito semelhante ao sotaque da população da Ilha dos Açores, e até certo ponto, dos Portugueses.
No tratamento corriqueiro do dia a dia, o verbo é conjugado frequentemente na segunda pessoa do singular. É mais comum ainda escutá-lo com forte sotaque a ponto de pronunciá-lo como uma variante "não-padrão" quando conjugado no pretérito perfeito. Por exemplo: '- Tu "dormisse" bem?' pela norma-padrão seria: '- Tu dormiste bem?', fenômeno linguístico similar (assimilação do /t/) ocorre no estado de Pernambuco.

## História
Originalmente eram chamados "manezinhos" aqueles que possuíam ascendência histórica de populações das ilhas dos Açores, pertencentes a Portugal, que migraram para Santa Catarina em meados do século XVIII. Os açorianos também são chamados de "Manezinhos da Ilha". A maior parte dos descendentes é de cultura pesqueira e da extinta caça às baleias. Esta prática que hoje é ilegal, foi muito praticada em Florianópolis antes da proibição. A praia do Matadeiro tem este nome por ter sido no passado um local de recepção desses caçadores com os mamíferos do mar que hoje, graças a proteção ambiental estão de volta ao litoral catarinense, sendo muito admirado pelos moradores e principalmente pelos turistas. A também proibida farra do boi também está associada aos seus costumes pois o acontecimento faz parte dos povos do Mar Mediterrâneo, o que inclui os Açores por pertencer a Portugal. Mas a semelhança de Florianópolis com as ilhas dos Açores por todos estes motivos citados é o que traz aos Manezinhos o orgulho de poder reproduzir e perpetuar a cultura açoriana, presente também na culinária, costumes, pensamentos. Na arquitetura, destaca-se Santo Antônio de Lisboa, que é uma praia afastada do centro de Florianópolis, onde se reúnem casarões antigos da época da colonização açoriana. O Mercado Municipal no centro, os outros prédios ao seu redor e a Igreja Matriz são ícones marcantes na história da ilha.
Os habitantes de vilarejos em regiões praieiras da ilha, afastadas do centro urbano eram chamados pejorativamente de manezinhos da ilha, caracterizados pelo falar rápido e cantante, com pronúncia peculiar. 
A transformação da figura ocorreu a partir da década de 1980, quando foi criado, por iniciativa do carnavalesco Aldírio Simões, o Troféu Manezinho da Ilha, com o objetivo de resgatar o orgulho e o sentimento ilhéu.  Também foi criado o "Dia do Manezinho", instituído pela lei municipal da cidade de Florianópolis nº 6.764", sancionada no dia 2 de setembro de 2005, como sendo o primeiro sábado do mês de junho.
Também se faz importante citar o trabalho desenvolvido pela atriz Vanderléia Will , que desde 1991 personifica uma tipica rendeira, lavadeira e benzedeira de uma vila pesqueira da ilha de Santa Catarina. Seu trabalho enaltece e valoriza a imagem dos antigos moradores. De forma cômica e interativa vem se apresentando por diversos teatros, divulgando o folclore ilhéu. 